# Keyvan Vahdani
Keyvan Vahdani (Teerã, 1 de abril de 1991 – Khatirkuh, 20 de março de 2019), foi um futebolista iraniano que atuava como Atacante. Atualmente, ele jogava pelo Paykan, Najassi e Pars Jonoubi.
Faleceu aos 27 anos de idade, devido às complicações de uma Deslizamento de terra.